# James Baldwin
James Baldwin (ur. 2 sierpnia 1924  w Nowym Jorku , zm. 1 grudnia 1987 w Saint-Paul-de-Vence) – amerykański  powieściopisarz i eseista. Jego powieści i manifesty zaliczane są do najważniejszych dzieł literatury afroamerykańskiej .

## Życiorys
James Baldwin urodził się i wychowywał w Harlemie. Pochodził z wielodzietnej rodziny, był jednym z dziewięciorga dzieci pastora urodzonego w Nowym Orleanie. Wychował się pod okiem surowego ojczyma, który sprzeciwiał się jego literackim aspiracjom. Znalazł jednak wsparcie u swego nauczyciela. Pomógł mu także burmistrz Nowego Jorku, Fiorello La Guardia, a później inny czarnoskóry pisarz, idol Baldwina, Richard Wright. W młodości imał się różnych zajęć, był m.in. kaznodzieją . Do roku 1942 uczęszczał do DeWitt Clinton High School.
Baldwin, podobnie jak wielu innych amerykańskich pisarzy tego okresu, przeniósł się na jakiś czas do Europy – w 1948 r. zamieszkał w Paryżu. Po powrocie do Ameryki zaangażował się w ruch praw obywatelskich i działania na rzecz równości rasowej. Aktywnie wspierał działalność Martina Luthera Kinga.
Tematyka utworów Baldwina często dotyczy problemów rasizmu i prześladowania homoseksualizmu, widzianych z perspektywy osobistych doświadczeń (sam był homoseksualistą).

## Twórczość
- 1953 Głoś to na górze (Go Tell It on the Mountain, wyd. polskie 1966)
- 1955 Zapiski syna tego kraju (Notes of a Native Son, wyd. polskie 2019)
- 1956 Mój Giovanni (Giovanni's Room, wyd. polskie 1991)
- 1962 Nikt nie zna mego imienia (Nobody Knows My Name: More Notes of a Native Son)
- 1962 Inny kraj (Another Country, wyd. polskie 1968)
- 1963 Następnym razem pożar (The Fire Next Time, wyd. polskie 1965)
- 1965 Zaułek Amen (The Amen Corner)
- 1966 Na spotkanie człowieka (Going to Meet the Man)
- 1968 Powiedz mi, jak dawno odszedł pociąg (Tell Me How Long the Train's Been Gone, wyd. polskie 1971)
- 1974 Gdyby ulica Beale umiała mówić (If Beale Street Could Talk, wyd. polskie 1977)
- 1985 The Evidence of Things Not Seen
- 1986 The Price of the Ticket